# Anuja Chauhan
Anuja Chauhan (en hindi: अनुजा चौहान) es una autora, publicista y guionista india. Es reconocida por sus obras literarias, entre las que destacan "The Zoya Factor" (2008), "Battle For Bittora" (2010), "Esas costosas chicas Thakur" (2013), "La casa que construyó BJ" (2015), "Baaz" (2017), "Club You To Death" (2021) y "The fast and the Dead".

## Primeros años y educación
Anuja Chauhan nació en el estado de Uttar Pradesh, en el norte de la India, y pasó la mayor parte de su infancia en diversas ciudades donde su padre estaba destinado debido a su servicio en el ejército indio. Su padre se retiró prematuramente con el rango de teniente coronel y la familia luego emigró a Australia. Chauhan es la menor de cuatro hermanas: Padmini, Rohini, Nandini y Anuja. Su hermana mayor, Nandini Bajpai, también es autora.
Anuja Chauhan cursó sus estudios en varias instituciones, incluida la Escuela Pública del Ejército en Nueva Delhi, el Convento de Niñas Sophia en el Cantón de Meerut, y la Escuela Pública de Delhi en Mathura Road, Nueva Delhi. Obtuvo una licenciatura en Economía de Miranda House, Universidad de Delhi, y luego completó un diploma de posgrado en Comunicación de Masas en el Royal Melbourne Institute of Technology.

## Carrera

### Publicidad
Anuja Chauhan se unió a JWT en 1993, donde desplegó su talento creativo durante diecisiete años. Durante su tiempo allí, dejó su marca en la industria publicitaria, especialmente con campañas icónicas para Pepsi Cola en India, como "Yeh Dil Maange More!", "Mera Number Kab Aayega", "Nada oficial al respecto" y "Oye Bubbly". Trabajó en una variedad de marcas, incluyendo Pepsi, Kurkure, Mountain Dew y Nokia, creando campañas notables como "Nothing oficial about it" para Pepsi, y eslóganes pegajosos como "Yeh Dil Maange More" y "Oye Bubbly" para la misma marca. Entre otros eslóganes populares se encuentran "Darr ke Aage Jeet Hai" para Mountain Dew, "Tedha Hai par Mera Hai" para Kurkure, "Be a Little Dillogic" para Lays Chips y "KitKat Break Banta Hai" para Nestlé Kit Kat. En 2003, a la edad de 33 años, se convirtió en una de las vicepresidentas más jóvenes de JWT. Su impacto en la industria publicitaria la llevó a figurar regularmente en la lista de los diez directores creativos más destacados de la India, según el suplemento Brand Equity de The Economic Times. Además, ocupó el puesto 26 en el 'creativerankings 2010', una lista de los principales directores creativos ejecutivos de Asia-Pacífico.
En agosto de 2010, Chauhan dio un giro a su carrera al renunciar a su cargo como vicepresidenta y directora creativa ejecutiva de JWT para perseguir su pasión por la escritura. Aunque dejó su puesto en la agencia, siguió siendo una figura activa en la industria publicitaria, desempeñando roles de consultora. En 2011, tuvo el honor de ser la única representante de la India en el jurado del prestigioso One Show. En 2014, retomó su asociación con la marca Pepsi, esta vez como consultora del equipo Power of One en JWT.

### Autora
Anjali Chauhan inició la redacción de su primera novela en 2006, inspirada por su experiencia de 13 años trabajando en la marca Pepsi y su estrecha relación con la publicidad relacionada con el cricket. Esta novela, "The Zoya Factor", se ambienta en el mundo del cricket. A pesar del riesgo de ser etiquetada como una novela de estilo 'Mills and Boon', la obra recibió elogios por la profundidad de sus personajes, las vívidas descripciones y la autenticidad de los diálogos entrelazados en hinglish, según la mayoría de los críticos.
La novela "The Zoya Factor" fue seleccionada para ser adaptada al cine por la productora Red Chillies Entertainment, propiedad de Shah Rukh Khan, con una opción de tres años. Más tarde, los derechos de la película fueron adquiridos por Walkwater Films, de Pooja Shetty Deora.
El libro "Battle for Bittora" fue lanzado en octubre de 2010 en Delhi, con la participación del actor Saif Ali Khan. Recibió elogios críticos de India Today, Outlook, The Week y la revista Tehelka.
Tehelka lo describió como un "digno sucesor de El factor Zoya". Según Ira Pande, de la revista Outlook, Chauhan logra legitimar un nuevo vocabulario surgido de la violenta colisión entre Bharat y la India, que tiene todas las promesas de convertirse en una nueva lengua franca. De la misma manera que Piyush Pandey, Prasoon Joshi y AR Rahman han aportado un toque de novedad a sus letras y jingles, este nuevo lenguaje puede indignar a los puristas, pero describe impresiones sensoriales indias perfectamente memorables, como el Bhainscafe, una bebida que combina el café instantáneo con la rica leche de búfala. En su reseña, el Hindustan Times elogió el tratamiento del libro, mientras otorgaba el "mayor voto" a la caracterización de la novela.
Los derechos cinematográficos de Battle of Bittora fueron adquiridos por la productora cinematográfica Saregama por un período de tres años por una suma no revelada, y posteriormente vendidos a Anil Kapoor Film Company. Se ha anunciado una película protagonizada por Fawad Khan y Sonam Kapoor, producida por Rhea Kapoor. El rodaje está programado para comenzar en noviembre de 2015.
A principios de 2015, Anuja Chauhan dejó HarperCollins India, su editorial de toda la vida, y se unió a Westland con el objetivo de "explorar algo nuevo y llegar a más lectores". Su despedida de Harper fue "cordial", y la editorial continuó publicando sus obras anteriores.
El tráiler de "La casa que construyó BJ" fue lanzado el 15 de mayo de 2015. India Today elogió la obra, destacando que "Chauhan está en la cima de su juego al explorar el amor y los bienes raíces en Delhi". Describieron la novela como "divertida y luchadora", con el distintivo diálogo de Chauhan, que mezcla hábilmente el hindi y el inglés para darle sabor. La reseña también mencionó la presencia de momentos que evocan el estilo puro de Bollywood.
La reseña de LiveMint del libro declaró que "La casa que BJ construyó" ofrece a sus lectores y personajes exactamente lo que promete.
Su quinta novela, "Baaz", fue lanzada en 2017.Lanzó su sexta novela, "Club You To Death", en febrero de 2021, marcando su incursión en el género de misterio de asesinato. En julio de 2021, Dinesh Vijan adquirió los derechos para realizar una versión cinematográfica, titulada "Murder Mubarak", que se estrenará en Netflix el 15 de marzo de 2024. La película está dirigida por Homi Adajania y cuenta con un elenco destacado que incluye a Pankaj Tripathi en el papel principal como ACP Bhavani Singh, junto con Dimple Kapadia, Karishma Kapoor, Tisca Chopra, Sanjay Kapoor, Vijay Verma y Sara Ali Khan. Su séptima novela, "The Fast and the Dead", fue publicada en 2023.

## Honores y premios
Chauhan fue incluida en la lista de la revista Femina de las 50 mujeres más bellas de la India en 2011, así como en "The Influentials" de MSN, una lista de las 50 mujeres más poderosas del país. En 2017, recibió el Premio Femina Women Achievers en la categoría de Contribución Literaria. Al año siguiente, en 2018, fue reconocida por su contribución a la literatura por la Organización de Damas FICCI.[cita requerida]
"The Zoya Factor" fue galardonado con el premio de literatura de la revista Cosmopolitan, así como el premio Fun Fearless Female de la India en 2008. También recibió el premio India Today Woman a la Mujer como Narradora en 2009. Además, fue incluido en la lista larga de India Plaza Golden Quill en 2009.

## Vida personal
Chauhan está casada con el presentador y productor de televisión, Niret Alva. Se conocieron en Delhi en 1989 mientras trabajaban juntos en una obra universitaria y se casaron en 1994. La pareja tiene tres hijos. La suegra de Chauhan es Margaret Alva, una destacada líder del Congreso Nacional Indio, que ha ocupado cargos como secretaria general del Comité del Congreso de toda la India y gobernadora del estado de Rajasthan.